# 10283 Cromer
10283 Cromer è un asteroide della fascia principale. Scoperto nel 1981, presenta un'orbita caratterizzata da un semiasse maggiore pari a 2,3903385 au e da un'eccentricità di 0,2100696, inclinata di 3,00818° rispetto all'eclittica.
L'asteroide è dedicato a Michael e Sarah Cromer insegnanti di Falstaff, in Arizona.